# Еропкин, Василий Михайлович
Василий Михайлович Еропкин (1807—1890) — генерал-майор русской императорской армии; участник русско-турецкой войны (1828—1829), Польской кампании (1831) и Крымской войны (1853—1856).

## Биография
Происходил из рода Еропкиных; родился в 1807 году в семье Михаила Николаевича Еропкина, который впоследствии (1818—1820) был серпуховским уездным предводителем дворянства.
В 1827 году окончил Школу гвардейских подпрапорщиков и поступил на службу в лейб-гвардии Гренадерский полк. Прапорщиком участвовал в русско-турецкой войне (1828—1829) — в осаде Варны, сражении с войсками Омер-Врионе паши (16 сентября 1828).
В Польской кампании участвовал в штурме Варшавы (1831).
Выйдя в отставку, служил по дворянским выборам; в 1838 году избран посредником по размежеванию земель в Серпуховском уезде.
С началом Крымской войны снова поступил в военную службу, принимал участие в нескольких сражениях 1854—1855 гг., в том числе в обороне Севастополя. В 1861 году — командир гарнизонного батальона Калужской губернии, 24.04.1861 получил звание полковника.
Проживал в собственной усадьбе в селе Садки (ныне — на территории города Чехов); в 1853 году продал усадьбу Михаилу Андреевичу Рюмину. В 1884 году прислал заметку о событиях в день восстания декабристов из Твери, где и умер 23 июля (4 августа) 1890 года и был похоронен на местном Смоленском кладбище.
В фондах рукописного отдела РГБ имеются письма В. М. Еропкина М. П. Погодину, в которых упоминается о пожертвовании историку фамильных портретов, в том числе портрета Петра Михайловича Еропкина — единственного ныне известного.
Написал и опубликовал мемуары о военных походах:
- Мои воспоминания о Турецкой кампании 1828 года // Русский Архив. — 1877. — № 12.
- Польский поход // Русский Архив. — 1878. — № 2.
- День 14-го декабря 1825 г. в С.-Петербурге // Русская Старина. — 1885. — № 4. — С. 187—191; (последующие уточнения были напечатаны в № 9).

## Награды
- Орден Святой Анны 4 ст. за храбрость (1828)[3]
- Орден Святой Анны 3 ст. с бантом (1831)
- Знак ордена За военное достоинство 4 ст. (1831)
- Орден Святого Владимира 4 ст. с бантом (1855)
- Орден Святой Анны 2 ст. (1855)
- Знак отличия за XV лет беспорочной службы (1861)